# The Darkest Hour
The Darkest Hour är en rysk-amerikansk långfilm från 2011 i genren sci-fi/skräck/action/thriller.

## Handling
När en oförklarlig katastrof drabbar världen lyckas en grupp turister överleva i Moskvas underjord. De måste nu ta sig igenom den öde storstaden för att leta efter fler överlevande men det är en ny värld som möter dem ovan mark, en farlig, främmande plats som hemsöks av en okänd fara.

## Rollista (urval)
- Emile Hirsch - Sean
- Olivia Thirlby - Natalie
- Max Minghella - Ben
- Rachael Taylor - Anne
- Joel Kinnaman - Skyler